# La Fiancée (chanteuse)
Pour les articles homonymes, voir La Fiancée.
La Fiancée de son vrai nom Claire Cosnefroy est une chanteuse française, née à Coutances dans la Manche en Normandie le 11 novembre 1980.

## Biographie
Elle rencontre Edgar Ficat qui lui écrit son premier titre "On avait juré de faire mieux" titre qui se trouve dans la compilation "Les filles sont folk" sorti en 2007.
En 2009 sort son premier EP intitulé "Un" produit et composé par Florent Marchet.
Toujours en 2009 elle interprète le titre "Les lignes de la main"" dans l'album Cheesecake de Séverin, 14 titres pour 14 femmes très jolies.
Son deuxième EP "Deux" sorti en 2010 est arrangé par Julien Ribot et produit par Jack Lahana.
Le 7 juillet 2010 elle se produit en showcase dans la boutique Pop Market dans le 10e arrondissement de Paris.
Le troisième EP est sorti en décembre 2010.

## Discographie

### EP
- 2009 : Ep "UN", 4 titres sorti en août 2009 est disponible en Vinyle 45T Géant sur son site officiel.

1. L'emploi du moi
2. Cette autre
3. Veilleuse
4. Tigre mercenaire

- 2010 : Ep "DEUX", 4 titres sorti en juin 2010 est disponible en Vinyle 45T Géant sur son site officiel.

1. On avait juré
2. Soleil pâle
3. Les mains sales
4. Femmes à gages

- 2010 : Ep "TROIS", 6 titres sorti en décembre 2010

1. Ouverture
2. Tout ce Qui Nous Sépare
3. Driving Away From Home (en duo avec John J. Campbell)
4. Bien Avant
5. Une Histoire de Plage
6. Smokey Day